# Fairfield Glade
Fairfield Glade és una concentració de població designada pel cens dels Estats Units a l'estat de Tennessee. Segons el cens del 2000 tenia 4.885 habitants.

## Demografia
Segons el cens del 2000, Fairfield Glade tenia 4.885 habitants, 2.513 habitatges, i 2.017 famílies. La densitat de població era de 86,6 habitants/km².
Dels 2.513 habitatges en un 4,5% hi vivien nens de menys de 18 anys, en un 76,8% hi vivien parelles casades, en un 2,9% dones solteres, i en un 19,7% no eren unitats familiars. En el 18% dels habitatges hi vivien persones soles el 12,6% de les quals corresponia a persones de 65 anys o més que vivien soles. El nombre mitjà de persones vivint en cada habitatge era d'1,94 i el nombre mitjà de persones que vivien en cada família era de 2,15.
Per edats la població es repartia de la següent manera: un 4,4% tenia menys de 18 anys, un 1,5% entre 18 i 24, un 6,5% entre 25 i 44, un 33,1% de 45 a 60 i un 54,5% 65 anys o més.
L'edat mediana era de 66 anys. Per cada 100 dones de 18 o més anys hi havia 90,5 homes.
La renda mediana per habitatge era de 42.800 $ i la renda mediana per família de 45.938 $. Els homes tenien una renda mediana de 37.404 $ mentre que les dones 22.500 $. La renda per capita de la població era de 26.403 $. Entorn de l'1,6% de les famílies i el 2,3% de la població estaven per davall del llindar de pobresa.

## Poblacions més properes
El següent diagrama mostra les poblacions més properes.